# Santa Cruz (Huejutla de Reyes)
Santa Cruz es una localidad de México perteneciente al municipio de Huejutla de Reyes en el estado de Hidalgo.

## Geografía
Se encuentra en la región Huasteca; a la localidad le corresponden las coordenadas geográficas 21° 11’ 51.018” de latitud norte y 98° 29’ 38.668” de longitud oeste, con una altitud de 106 m s. n. m. Se encuentra a una distancia aproximada de 10.88 kilómetros al noroeste de la cabecera municipal, Huejutla.
En cuanto a fisiografía se encuentra dentro de las provincia de la Sierra Madre Oriental, dentro de la subprovincia del Carso Huasteco; su terreno es de sierra y lomerío. En lo que respecta a la hidrografía se encuentra posicionado en la región de Pánuco, dentro de la cuenca del río Moctezuma, en la subcuenca del río Tenporal. Cuenta con un clima semicálido húmedo con abundantes lluvias en verano.

## Demografía
En 2020 registró una población de 1573 personas, lo que corresponde al 1.24 % de la población municipal. De los cuales 744 son hombres y 829 son mujeres. Tiene 377 viviendas particulares habitadas.
| Gráfica de evolución demográfica de Santa Cruz entre 1900 y 2020                                            |
| |
| Población de los censos y conteos del Instituto Nacional de Estadística y Geografía (INEGI) de 1900 a 2010. |